# Jilotepec, delstaten Mexiko
Jilotepec är en kommun i Mexiko.   Den ligger i delstaten Mexiko, i den sydöstra delen av landet, 80 km nordväst om huvudstaden Mexico City.
Följande samhällen finns i Jilotepec:
- Jilotepec de Molina Enríquez
- Las Huertas
- La Comunidad
- Xhixhata
- Doxhicho
- San Vicente
- Octeyuco Dos Mil
- Teupan
- El Saltillo
- El Huisache
- El Rincón
- El Barrete
- Potrero Nuevo
- La Maqueda
- Llano Grande
- Santa Martha de la Cruz
- La Cruz de Dendho
- El Fresno
- Emiliano Zapata
- El Majuay
- San Ignacio de Loyola